# Rejon petrykowski
Rejon petrykowski (biał. Петрыкаўскі раён) – rejon w południowo-wschodniej Białorusi, w obwodzie homelskim. Leży na terenie dawnego powiatu mozyrskiego.

## Położenie i granice
Rejon położony jest z zachodniej części obwodu homelskiego w granicach Polesia Prypeckiego. Rozciągłość rejonu z zachodu na wschód wynosi około 65 km, natomiast z północy na południe- około 62 km.
Rejon graniczy z rejonami obwodu homelskiego: żytkowickim, lelczyckim, kalinkowickim, mozyrskim, a także wchodzącym w skład obwodu mińskiego rejonem lubańskim.

## Środowisko naturalne
Powierzchnia rejonu wynosi 2820 km² (trzecie miejsce w obwodzie homelskim). Ukształtowanie powierzchni rejonu jest płaskie, dominują tereny błotniste. W dolinach rzek występują wydmy i grądy. 95% terytorium rejonu położone jest na wysokości 120–140 m n.p.m., 4%- na wysokości powyżej 140 m.
Najwyższy punkt rejonu znajduje się w jego części wschodniej, w pobliżu wsi Czeliuszczewiczy. Najmniejszą wysokość teren osiąga na południowym wschodzie rejonu- w dolinie rzeki Prypeć w miejscu uchodzenia do niej rzeki Ptycz.
Głównymi rzekami są Prypeć oraz jej dopływy- Bobrik, Ptycz, Tremla i Uborć. Największym jeziorem jest Jezioro Dikoje, o powierzchni 69 hektarów.
56% terytorium rejonu pokrywają lasy. Występuje około stu gatunków brzozy, dębu i świerku.

## Bogactwa naturalne
Na terytorium rejonu znajduje się 99 złóż torfu, którego zapasy szacuje się na 61,5 mln ton. Oprócz tego  znaczenie gospodarcze mają Złoże Petrykowskie soli kamiennej i soli potasowych, Złoże Briniewskie węgla brunatnego, trzy złoża piasku z zapasami w wielkości 6,28 mln m³, dziewięć złóż gliny oraz iłów z zapasami 31,6 mln m³. Na terytorium rejonu znajduje się także źródło wody mineralnej.